# Vịnh Xuân Đài
Vịnh Xuân Đài là một vịnh nhỏ nằm dưới chân dốc Găng thuộc địa phận của các phường Xuân Đài, Xuân Thành, Xuân Phú, Xuân Yên và xã Xuân Phương, tỉnh Đắk Lắk, Việt Nam.

## Địa lý
Vịnh Xuân Đài có diện tích mặt nước 130,45 km², được tạo thành nhờ dãy núi Cổ Ngựa chạy dài ra biển độ 15 km tạo thành bán đảo Xuân Thịnh bao bọc lấy vịnh Xuân Đài và đầm Cù Mông trông giống hình đầu con kỳ lân. Khi đi đường bộ lên đến đỉnh dốc Găng nằm trên Quốc lộ 1, người ta có thể nhìn thấy quang cảnh của vịnh này với rừng dừa bao bọc khu vực bờ của vịnh và vòng cung núi bao bọc khu vực vịnh Xuân Đài. Tất cả tạo nên một bức tranh sơn thủy hài hòa và thơ mộng. Trong vịnh có nhiều vùng biển và bãi tắm đẹp như: Vũng La, Vũng Sứ, Vũng Chào... và nhiều đảo, bán đảo như cù lao Ông Xá, hòn Nhất Tự Sơn, Mũi Đá Mài, mũi Tai Mã....

## Lịch sử
Trong thời kì mở đất, bản doanh của các tướng trấn thủ đất Phú Yên như Văn Phong, Nguyễn Phúc Vinh đều đóng ở đây. Bởi địa thế hiểm trở và lại là cửa khẩu mở ra biển nên nơi này là đầu mối giao lưu ra bên ngoài của Phú Yên, là tiền đồn ngăn chặn các cuộc quấy nhiễu của quân Chămpa.
Chính vì vị trí chiến lược quan trọng nên vịnh là nơi đã xảy ra cuộc quyết chiến chiến lược giữa quân Tây Sơn và nhà Nguyễn. Đó là sự kiện năm 1775 khi tướng Tống Phước Hiệp huy động toàn quân chúa Nguyễn tấn công quân Tây Sơn đóng tại đây.
Trong Chiến tranh thế giới thứ hai, vào tháng 4 năm 1945, hải quân Đế quốc Nhật Bản tiến vào vịnh để đánh chiếm hòng làm bàn đạp tiến sâu vào đất liền nhưng bị máy bay của quân Đồng Minh bắn cháy.

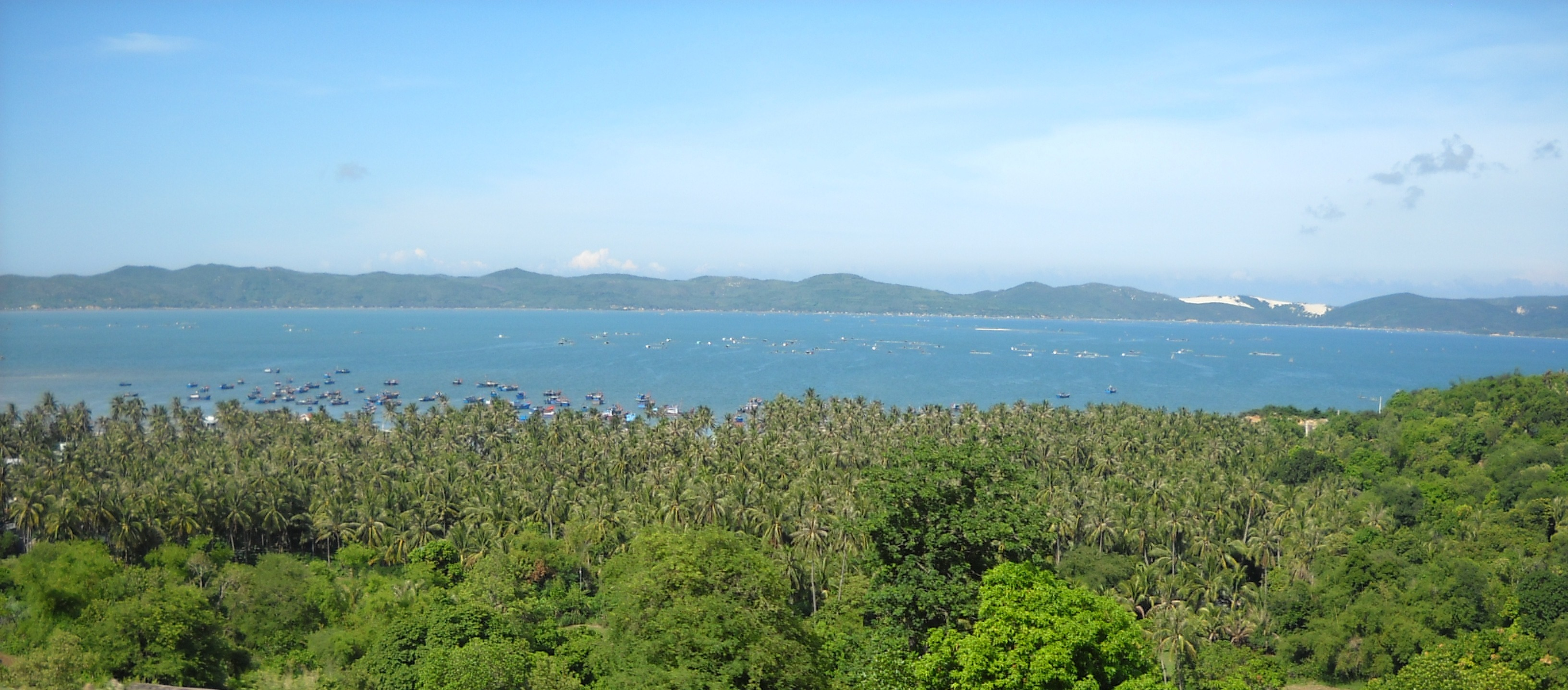
Vịnh Xuân Đài

## Du lịch
Ngày nay, Xuân Đài là một trong những vịnh được các chuyên gia đánh giá là có tiềm năng du lịch lớn nhất nhì miền Trung với cảnh sắc hữu tình, có nhiều đảo, bãi tắm rất đẹp và hoang sơ. Nơi đây đang được quy hoạch để phát triển các loại hình du lịch nghỉ dưỡng,du lịch thể thao nước, du lịch sinh thái biển.
Xuân Đài còn nổi tiếng vì có nhiều loại hải sản ngon, quý như ghẹ Sông Cầu, tôm hùm, cá mú,...
Năm 2011, Vịnh Xuân Đài được Bộ Văn hóa, Thể thao và Du lịch xếp hạng di tích quốc gia.

## Phố Xuân Đài
Từ việc kết nghĩa giữa Phú Yên với Hải Dương Cũ, tại thành phố Hải Dương Cũ, một đường phố tại trung tâm được đặt tên Xuân Đài.